# Алекс Драгнић
Алекс Драгнић (Репаблик, Вашингтон, 22. фебруар 1912 — Мичелвил, Мериленд, 10. август 2009) је био академик САНУ као инострани члан, члан Крунског савета и носилац Великог крста Краљевског ордена Белог орла. Радио је као амерички универзитетски професор политичких наука на Универзитету Вандербилт и био је стручњак за политичка питања у Југославији и Србији.

## Биографија
Отац Алекса Драгнића Новица дошао је из сиромашног села Моракова код Никшића у Америку 1907. године. Новичин брат Филип (Френк) Драгнић је 1904. године отишао у Америку бродом како би радио у рудницима у савезној држави Вашингтон, а три године касније помогао је свом брату Новици и његовој супрузи Стани да дођу у Вашингтон.
Алекс Драгнић је рођен у савезној држави Вашингтон у месту Репаблик. Родитељи га нису уписали у школу, јер није знао енглески језик. У школу је кренуо тек са девет година, и то након што је локални просветни инспектор наишао на дрвену колибу породице и оцу саопштио да је образовање у САД обавезно.
Био је најстарији од шесторо деце, међу којима су сестра Јелица и четворица браће: Станко, Милован, Ђорђе, Лука.
Његово образовање је прекидано услед сиромаштва током Велике депресије, али је дипломирао Фи Капа Сигма на Вашингтонском универзитету у Сијетлу 1938. године, а потом је и докторирао на Универзитету Калифорније (Беркли), 1942. године.
Након предавања на Универзитету Кејс Вестерн у Кливленду, постао је аташе за културу и односе са јавношћу у америчкој амбасади у Београду (1947—1950). Ово место утицало је на читаву његову каријеру. Канцелар Универзитета Вандербилт Харви Бранскомб, у мисији Владе САД, састао се са Драгнићем у Београду. Био је толико импресиониран да му је понудио именовање за ванредног професора, уколико одлучи да напусти владину службу.
Драгнић је током Другог светског рата радио као аналитичар за спољне послове у Одељењу за стратешке услуге  — данас Централна обавештајна агенције (ЦИА).
Био је професор на Америчком морнаричком ратном колеџу 1959–1960.
Предавао је на Универзитету Вандербилт у савезној држави Тенеси од 1950. до 1978. године, а председавао Одељењу за политичке науке од 1964. до 1969. године. Године 1970. је добио награду Томас Џеферсон за своје изванредне заслуге на Вандербилту.
Након пензионисања на Универзитету Вандербилт, Драгнић је предавао на Универзитету Вашингтон и Ли у Лексингтону (Вирџинија) и био je истраживач на Хуверoвом институту у Станфорду (Калифорнија). Био је председник Јужног удружења политичких наука и потпредседник Америчког удружења за политичке науке.
Написао је 11 књига, међу којима је најпознатији уџбеник „Главне европске владе“ (1961), који је доживео девет издања. Веома значајна је и „Титова обећана земља“ (1954), у којој оштро критикује југословенски комунистички систем. Ова књига је настала после његовог службовања у Амбасади Сједињених Америчких Држава у Београду, између 1947. и 1950. године. Након ове књиге уследила је оштра реакција југословенских власти и њему је забрањен повратак у Југославију. Објавио је књигу „Срби и Хрвати — борба у Југославији“ (1992), а своју последњу књигу „Србија кроз векове“ објавио је 2004. године.
Драгнић је био стручњак за словенске народе и познавалац политичке ситуације у Југославији од њеног оснивања 1918. године. Објавио је низ књига, чланака, коментара и приказа о Југославији и Србији. Често је био позиван од стране америчких новинара да прокоментарише тренутна збивања у Југославији. Jавно је критиковао бомбардовање Југославије у америчким телевизијских емисијама и својим колумнама.
Проф. Драгнић је предавао и на Универзитету Вашингтон и Ли, био је сарадник истраживач на Хуверовом институту при Станфорд универзитету у Калифорнији, био је председник Јужног удружења политичких наука и потпредседник Америчког удружења за политичке науке. Након пензионисања постаје емеритус Универзитета Вандербилт.
Влада Републике Србије Драгнићу је 2002. године доделила Орден југословенске звезде, I реда за унапређење имиџа Срба и Србије у САД.
Драгнићева супруга Аделе Џонас Драгнић преминула је 2000. године. Иза себе је оставио сина Џорџа, ћерку Аликс Ломбардо и троје унучади: Марису, Пола и Александра. Његов други син Пол преминуо је 1963.
Преминуо је 10. августа 2009. године у 97. години живота од пнеумоније у месту Мичелвил у савезној држави Мериленд.

## Дела
- Tito's Promised Land (Rutgers University Press, 1954).[2][3][4]
- Major European governments (Dorsey Press, 1961).[5]
- Serbia, Nikola Pašić, and Yugoslavia (Rutgers University Press, 1974).[6]
- The Development of Parliamentary Government in Serbia (Columbia University Press, 1978).[7]
- The First Yugoslavia: Search for a Viable Political System (Hoover Institution Press, 1983).[8][9]
- The Saga of Kosovo: Focus on Serbian-Albanian Relations (Columbia University Press, 1984), junto a Slavko Todorovich.[10][11]
- Serbs and Croats: The Struggle in Yugoslavia (Harcourt Brace Jovanovich, 1992).[12]